# Спортивний (парк)
Спорти́вний — парк-пам'ятка садово-паркового мистецтва місцевого значення в Україні. Об'єкт розташований у місті Черкаси.

## Опис
Площа 16,3 га. Розташований у районі вул. Олексія Панченка та прилягає до Парку Черкаської обласної лікарні. Територія із зеленими насадженнями; місце відпочинку, зайняття спортом та оздоровчих прогулянок жителів та гостей міста.
Статус отримано згідно з рішенням Черкаської обласної ради від 27.11.2014 № 35-6/VI. Перебуває у віданні Черкаської міської ради.

## Галерея

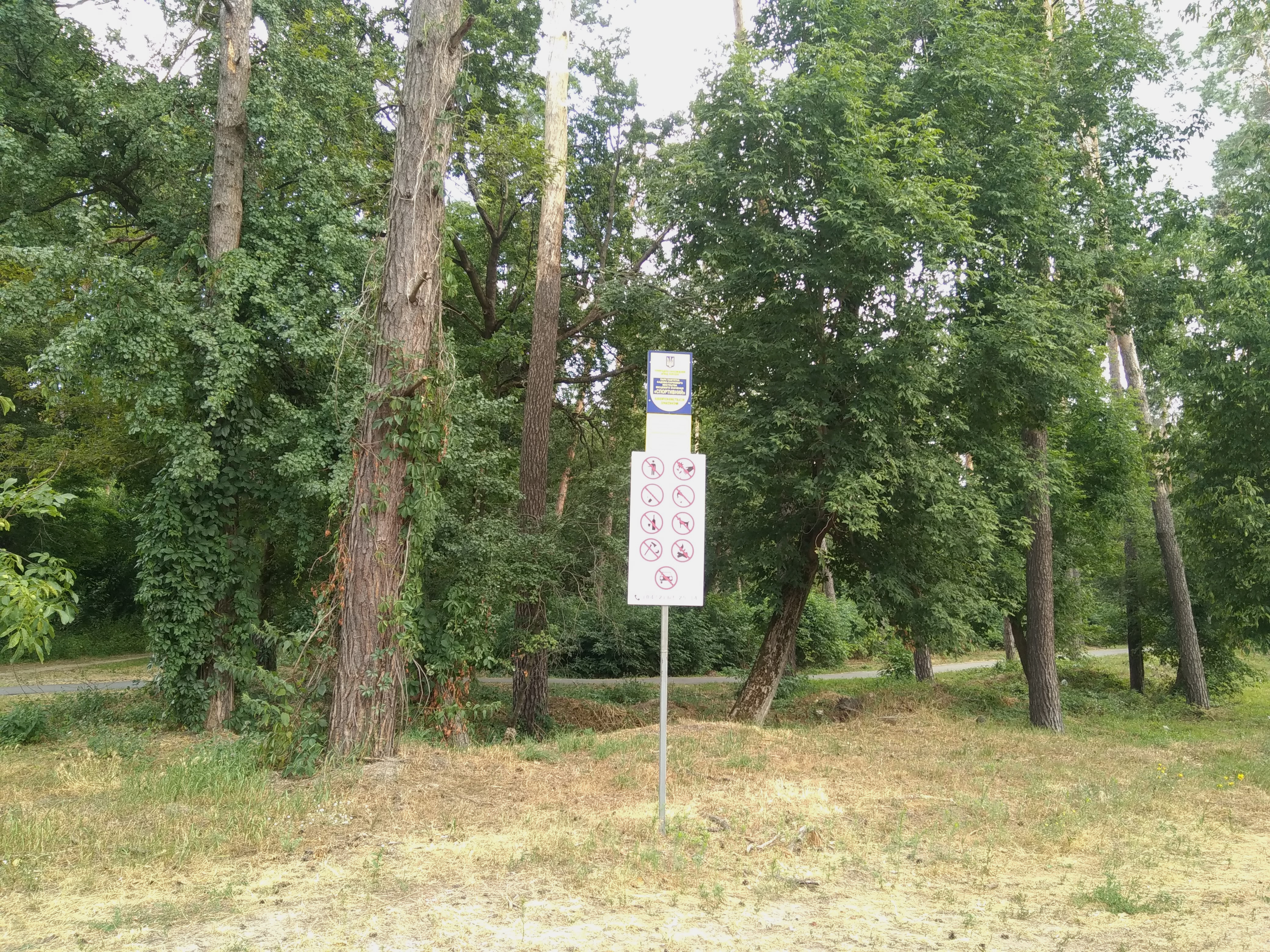
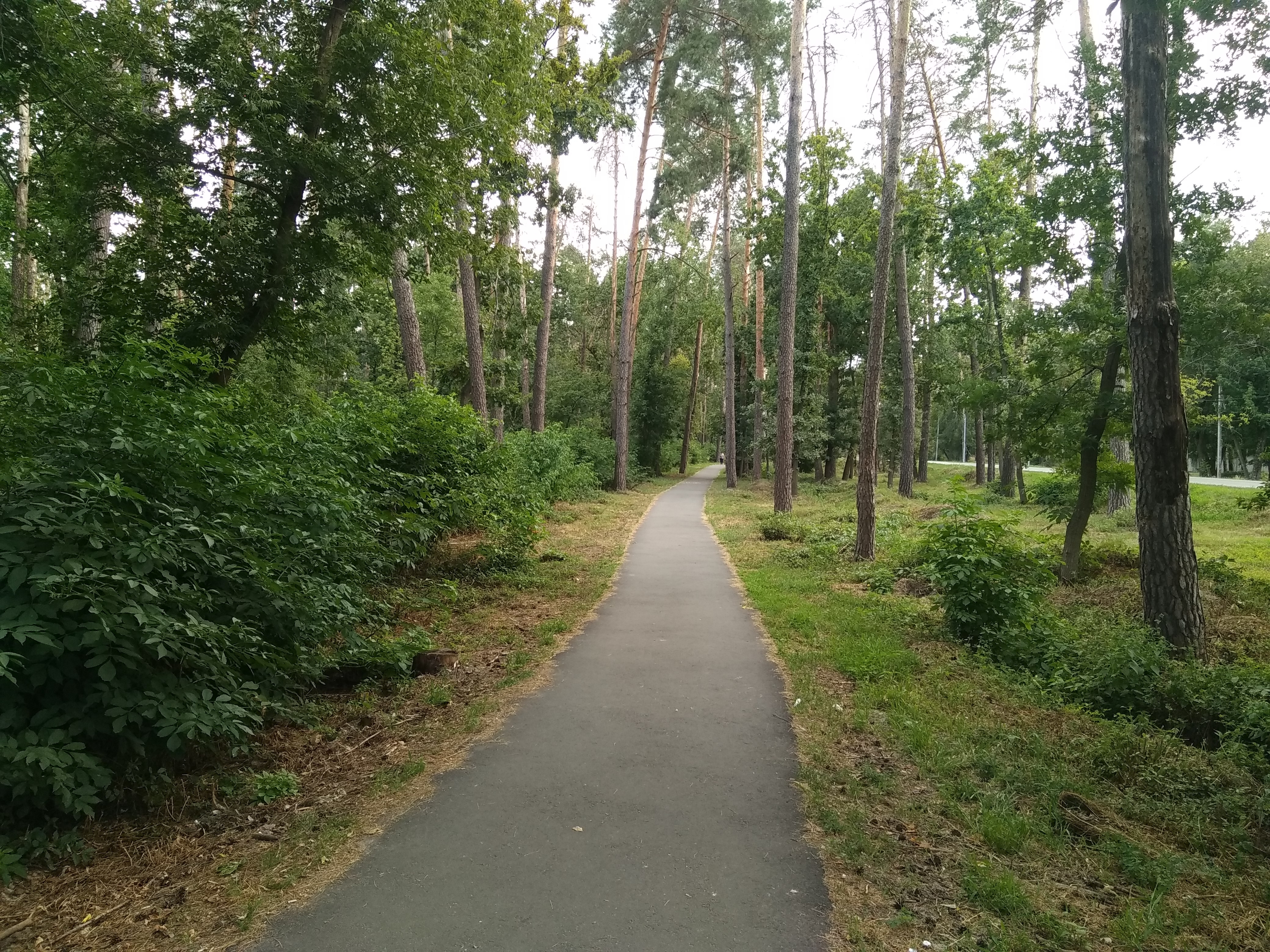